# Helicobacter pylori
Helicobacter pylori — também conhecida apenas como H. pylori — é uma espécie de bactéria que coloniza naturalmente a mucosa do estômago do ser humano. Muitas úlceras pépticas, alguns tipos de gastrite e de câncer do estômago decorrem da infecção causada pela H. pylori. A maioria das pessoas afectadas nunca chega a manifestar qualquer tipo de sintomatologia ou complicação relacionada com a bactéria.
Estas bactérias vivem quase exclusivamente no estômago humano e duodeno, sendo o único organismo conhecido capaz de colonizar esse ambiente muito ácido, em parte pela sua capacidade de secretar urease, que transforma a ureia presente no ácido gástrico em amônia, elevando o pH ao redor da bactéria, para assim possibilitar a colonização. As bactérias têm formato de hélice (daí o nome Helicobacter) e a forma espiralada permite-lhes "atravessar" com mais facilidade a camada de muco que protege o epitélio gástrico.

## História
Em 1875, cientistas alemães encontraram bactérias espirais na mucosa gástrica — essas bactérias não cresceram em culturas in vitro, e os achados foram esquecidos. Em 1892 o investigador italiano Giulio Bizzozero descreveu bactérias espiraladas colonizando o ambiente ácido do estômago de cães.
Os primeiros relatos da presença de microrganismos em forma de “espiroquetas” na mucosa gástrica de animais tiveram início no final do século XIX, em estudos realizados por Giulio Bizzozerz  em 1893. Em suas observações anatômicas da mucosa gástrica de cães, Bizzozero relatou a presença de “espiroquetas” habitando glândulas gástricas e ilustrou, com as próprias mãos, organismos gram-negativos no interior dessas células. O Trabalho de Bizzozero foi estendido por Salomon, que foi capaz de propagar esses organismos em estômagos de ratos após a ingestão forçada de mucosa gástrica infectada de gatos e cães.
A primeira observação de microrganismos no estômago de humanos foi realizada por Krienitz em pacientes com carcinoma gástrico no início do século XX, que mais tarde foi confirmada por Luger e Neuberger, que ainda relatou a raridade desses microrganismos na mucosa gástrica e suco gástrico de indivíduos com mucosa gástrica saudável. O professor Walery Jaworski da Universidade Jaguelônica, em Cracóvia, investigando sedimentos de lavagem gástrica obtidos de um humano em 1899, também observou a presença de um micro-organismo de forma espiral, que chamou de Vibrio rugula. Ele foi o primeiro a sugerir o possível papel deste organismo na patogênese de doenças gástricas. Este trabalho foi incluído no "Handbook of Gastric Diseases", mas não teve muito impacto por ter sido escrito em polonês.
Desde então foram reportadas várias observações desses microrganismos na mucosa gástrica de indivíduos com úlceras pépticas e carcinomas gástricos. Em 1940, utilizando técnicas de coloração de prata, Freedberg e Baron encontraram “espiroquetas” em aproximadamente 40% das biopsias analisadas de pacientes submetidos à cirurgia gástrica e que, após tratamento com alguns tipos de metais pesados como mercúrio e bismuto, em alguns casos ocorria a remissão da úlcera péptica. Foram os pioneiros ao suspeitar que esses microrganismos pudessem ser agentes etiológicos de úlceras, porém seu trabalho foi ignorado por especialistas, que na época, e por durante décadas adiante, atribuíram a ocorrência de úlceras ao estresse.
Até que em 1979, Robin Warren, um patologista australiano, começou a notar bactérias curvas frequentemente presentes em biopsias gástricas submetidas a exames histológicos. Estes organismos não estavam presentes no interior da mucosa gástrica e sim no muco que cobre o tecido (WARREN, MARSHALL, 1983). Warren encontrou que organismos similares, encontrados na mucosa gástrica, tinham sido descritos no final do século XIX por patologistas europeus, mas naquela época não foi possível o isolamento de tais organismos que permaneceram esquecidos por gerações de médicos e patologistas (DUNN et al., 1997).
Interessados nessas observações, Barry Marshall e Robin Warren procuraram isolar os organismos a partir de amostras de biopsias gástricas. Baseados na aparência curva, gram-negativa do organismo, os pesquisadores utilizaram a metodologia para isolamento de espécie de Campylobacter, que envolvia a inoculação da amostra de biópsia em meio seletivo e a incubação das culturas em condições microaeróbicas. Em 1982 Warren e Marshall isolaram, pela primeira vez, a bactéria Helicobacter pylori e iniciaram uma nova era na microbiologia gástrica (WARREN, MARSHALL, 1983; JONES et al., 1984).
No entanto, a comunidade médica na época demorou a reconhecer o papel deste micro-organismo nas úlceras gástricas e gastrites, por acreditar que nenhuma bactéria pudesse sobreviver muito tempo no ambiente ácido do estômago, pois até então acreditava-se que o estômago era um ambiente estéril. Determinado a provar que o novo microrganismo estaria relacionado com as alterações gástricas, Marshall ingeriu uma solução de cultura contendo H. pylori, e após alguns dias Marshall realizou o exame de endoscopia, onde foi possível observar alterações gástricas na biópsia coletada comparada com biopsias coletadas anteriormente a ingestão da cultura. As bactérias causadoras da gastrite foram recuperadas a partir de biopsias do seu estômago, satisfazendo assim três dos quatro postulados de Koch. O quarto foi satisfeito pós uma segunda endoscopiaz feita dez dias depois da inoculação revelando sinais de gastrite e a presença da H. pylori. Marshall curou-se após o uso de antibióticos por 10 dias, demonstrando que os antibióticos eram efetivos no tratamento de gastrites.
Em 1994, o National Institutes of Health (EUA) publicou uma nota declarando que muitas úlceras gástricas recorrentes são causadas por H. pylori e recomendou que os antibióticos sejam incluídos no tratamento.
Acumularam-se evidências sugerindo que as úlceras duodenais também estão associadas à infeção por H. pylori
Em 2005, Warren e Marshall foram premiados com o Prémio Nobel em Medicina pelos seus trabalhos com H. pylori.
Antes do reconhecimento do papel da bactéria, as úlceras gástricas eram tipicamente tratadas por neutralização ou diminuição da produção do ácido gástrico. Quando esse tratamento era interrompido, as úlceras frequentemente reapareciam. Um tradicional medicamento utilizado no tratamento de gastrites era o subsalicilato de bismuto. O medicamento era muito eficaz, mas caiu em desuso porque seu mecanismo de ação era um mistério, além de ser extremamente toxico ao paciente, sendo responsável por lesões gástricas. Atualmente, muitas úlceras gástricas são tratadas com antibióticos efetivos contra H. pylori.
A bactéria foi inicialmente nomeada Campylobacter pyloridis, posteriormente C. pylori (depois de uma correção para a gramática latina) e em 1989, após o sequenciamento da fração 16S do rDNA e outros dados demonstraram que a bactéria não pertencia ao gênero Campylobacter, então foi colocada em seu próprio gênero, Helicobacter. Esta confusão na sua classificação acabou por atrasar as pesquisas, uma vez que Marshall não conseguia reproduzir as bactérias em laboratório, pois, acreditando ser uma Campylobacter, esperava que as culturas estivessem prontas em 48 horas. Até que o acaso deu uma ajuda: num feriado prolongado, as culturas ficaram cinco dias intactas no laboratório e puderam se desenvolver, para surpresa do pesquisador.
Enquanto H. pylori permanece como a bactéria mais importante que coloniza o estômago humano, muitas outras espécies do género Helicobacter foram identificadas noutros mamíferos e em algumas aves, e algumas destas podem infectar humanos. Algumas espécies de Helicobacter foram também encontradas no fígado de certos mamíferos, estando associadas ao desenvolvimento de doenças hepáticas.

## Gênero Helicobacter
Durante três anos, Marshall e Warren observaram a presença de pequenos bacilos curvos em forma de “S” em cortes histológicos de biopsias gástricas, e verificaram que sua presença estava relacionada com a inflamação da mucosa gástrica. A observação morfológica desses bacilos ao microscópico óptico demonstrou semelhanças dos bacilos com bactérias do gênero Campylobacter. Devido a sua semelhança morfológica, as condições técnicas para o isolamento do Campylobacter por cultura foram utilizadas em amostras de biopsias gástricas (MARSHALL et al., 1984).
A bactéria foi inicialmente denominada Campylobacter pyloridis e foi isolada de todos os pacientes com úlcera duodenal e da maioria dos pacientes com úlcera gástrica, sendo considerado um fator importante no desenvolvimento de úlceras pépticas. Alguns anos mais tarde, de acordo com a International Code of Nomenclature of Bacterial, sua nomenclatura foi revisada para Campylobacter pylori.
Contudo, diversos estudos comparativos indicavam que o C. pylori não pertencia ao gênero Campylobacter. Em 1985, Goodwin e colaboradores, relatou que ácidos graxos e as principais características ultraestruturais do C. pylori eram muito diferentes das outras bactérias do mesmo gênero. Relatou ainda que lipídeos de membrana, como a menaquinone 6 (MK-6), uma das formas de vitamina K2, característica do gênero Campylobacter.eram ausentes em C. pylori; e mais, a suscetibilidade a antibióticos também era diferente entre as espécies. Análises comparativas nas sequencias do RNA ribossômico 5S e 16S determinou a posição filogenética da C. pylori e indicou claramente que esta não deveria ser incluída no gênero Campylobacter, apresentando uma maior relação com Wolinella succinogenes.
Entretanto, foram encontradas diferenças entre essas espécies que caracterizam gêneros diferentes. Com base em várias diferenças fenotípicas e análises dos genes que codificam as subunidades de rRNA, a C. pylori deveria ser incluída em um novo gênero. Assim, a bactéria isolada por Marshall e Warren a partir de biopsias gástricas passou a ser incluída no gênero Helicobacter e o nome da espécie passou a ser Helicobacter pylori
Outras bactérias do mesmo gênero foram isoladas de diversos animais.
Atualmente, ao menos 24 espécies de Helicobacter foram identificadas e formalmente nomeadas e outras mais ainda esperam para serem formalmente nomeadas. Espécies como Helicobacter canis, Helicobacter pullorum, Helicobacter cinaedi, Helicobacter fennelliae, Helicobacter canadansis entre outras colonizam as criptas intestinais e são frequentemente associadas a doenças do trato intestinal como diarreia e doença de Crohn, podendo levar a bacteremia e doenças sistêmicas em pacientes imunocomprometidos. Duas espécies, Helicobacter heiilmannnii e Helicobacter felis, estão associadas com gastrite em animais e eventualmente colonizam o trato digestivo e foram associadas a doenças gástricas em humanos. Até o momento, a bactéria H. pylori está associada exclusivamente ao hospedeiro humano e pode ser considerado o organismo dominante da microbiota do estômago humano.

## Aspectos clínicos e epidemiológicos
A Helicobacter pylori é uma bactéria de forma espiral, Gram-negativa, microaerófila, associada exclusivamente a células da mucosa gástrica, sendo agente causador da gastrite crônica, úlcera péptica e duodenal e está associada com o incremento do câncer e linfoma gástricos.
A infecção gástrica causada por H. pylori é considerada a mais comum das infeções humanas. A maioria dos estudos sugere que homens e mulheres são infectados igualmente por H. pylori. A hipótese mais aceita sobre o modo de transmissão desta bactéria é diretamente de pessoa para pessoa através da via oral-oral e fecal-oral. A H. pylori tem sido encontrada na saliva, placa dentária e fezes, demonstrando que as cavidades oral e fecal estão possivelmente envolvidas na transmissão da bactéria. Além disso, sua presença no suco gástrico indica a possibilidade de transmissão oral-oral.
A presença de H. pylori no suco gástrico de pacientes infectados sugere que o vômito e o refluxo esofágico possam ser considerados como um meio de propagação do microrganismo. Desse modo, propõe-se uma maior atenção a possível transmissão gastro-oral, que ocorreria quando um indivíduo entrasse em contato com vômito contaminado.
A prevalência da infecção por H. pylori varia muito por área geográfica, idade, raça e está intimamente relacionada com condições socioeconômicas e sanitárias. Os sintomas decorrentes da doença gástrica surgem na vida adulta, entretanto a aquisição de H. pylori ocorre na infância. A bactéria está presente em mais da metade da população mundial, sendo que mais de 30% da população dos países desenvolvidos e mais de 80% dos indivíduos que vivem nos países em desenvolvimento são portadores desta bactéria.

## Estrutura bacteriana

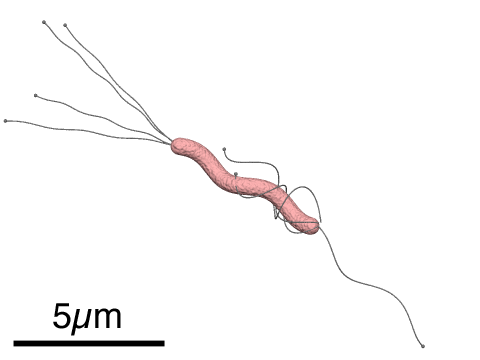
Estrutura da H. pylori

H. pylori  é uma bactéria gram-negativa, tem forma espiral, mede aproximadamente 3 micrómetros de comprimento e 0,5 micrómetros de diâmetro.
Tem entre 4 a 6 flagelos unipolares. É microaerofilica, i.e. requer oxigénio em baixas quantidades. Contém hidrogenase que pode ser usada para obter energia através da oxidação do hidrogênio molecular (H2) que é produzido por outras bactérias intestinais.
Sendo teste positivo para oxidase e catalase.

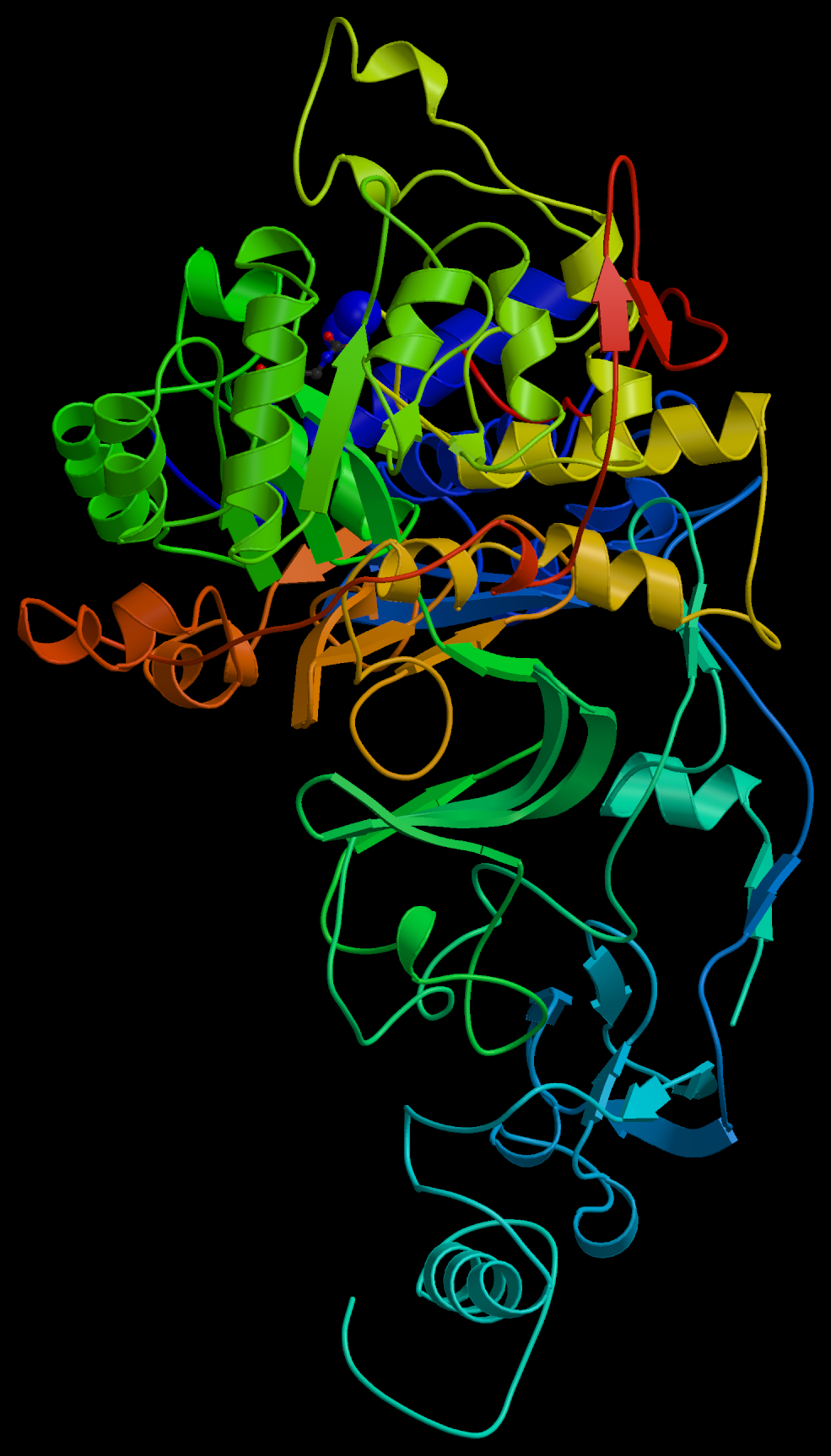
Modelo molecular da urease de H. pylori

Com seus flagelos e forma espiral, a bactéria penetra no muco gástrico e pode ser encontrada no muco gástrico ou na superfície do células epiteliais.
Produz adesinas que permitem a sua adesão quer ao muco, quer às células epiteliais. Produz a enzima urease, que converte ureia em amônia e CO2 que posteriormente é convertido a bicarbonato. A liberação da amónia é benéfica para a bactéria, já que neutraliza parcialmente o ambiente ácido do estômago.
Pensa-se que a amónia, juntamente com proteínas de H. pylori como proteases, catalases e fosfolipases, causem danos nas células epiteliais.
Uma descoberta recente é que algumas estirpes de H. pylori têm um mecanismo particular para "injectar" o agente inflamatório peptidoglicano, presente na sua própria parede celular, nas células epiteliais do estômago (veja mais adiante).
Permanece desconhecido como este mecanismo é vantajoso para a bactéria.
Em certas condições de stress ambiental, Helicobacter converte-se de forma espiral em forma cocoide. A forma cocoide do micro-organismo não pode ser cultivada, mas já foi encontrada no abastecimento de água no EUA, suspeitando-se que esta possa ser um meio de transmissão da bactéria. Foi descrito que as forma cocoides têm capacidade de aderir a células epiteliais gástricas "in vitro".

## Infecção
A infecção pode ser sintomática ou assintomática (não apresenta os sintomas da doença). Estima-se que até 70% das infecções são assintomáticas e que aproximadamente 2/3 da população mundial são infectados pela bactéria, tornando-se a infecção mais difundida no mundo. Taxas de infecção atuais variam de nação a nação — o ocidente (Europa Ocidental, América do Norte, Austrália) apresentam taxas ao redor 25% e sendo muito mais elevado em países em desenvolvimento.
Além disso, é comum, provavelmente devido às pobres condições sanitárias, achar infecções em crianças. Nos Estados Unidos a infecção está principalmente nas gerações mais velhas (aproximadamente 50% para indivíduos acima de 60 anos comparada com 20% para indivíduos abaixo de 40 anos).
Isto é principalmente atribuído a padrões de higiene mais altos e uso difundido de antibióticos. Porém, a resistência antibiótica está aparecendo em H. pylori.
Já existem muitas cepas resistentes a metronidazol na Europa, Estados Unidos, e está se desenvolvendo em outros países.
As bactérias têm sido isoladas de fezes, saliva e placa dentária de pacientes infectados, sugerindo vias gastro-oral e/ou fecal-oral como possíveis vias de transmissão.
Devido à incapacidade do sistema imunológico em eliminar esse micro-organismo, acredita-se que na ausência de tratamento, a primeira infecção por H. pylori pode persistir por toda a vida.  Porém nos idosos é provável que a infeção possa desaparecer à medida que a mucosa do estômago vai-se atrofiando e inviabilizando a infecção. A proporção de infecções agudas que persistem não é conhecida mas muitos estudos que investigaram a história natural da doença têm demonstrado aparente eliminação espontânea.

## Diagnóstico e tratamento

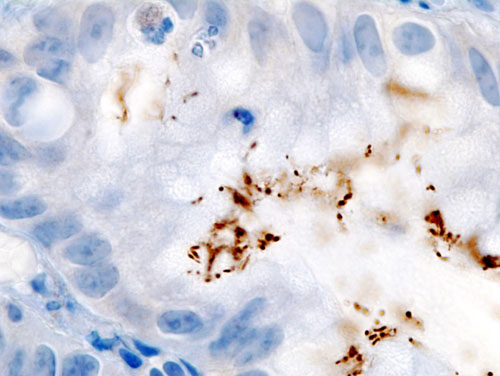
Coloração Imuno-histoquímica de H. pylori de uma biópsia gástrica.

Testes para diagnóstico da infeção por H. pylori incluem métodos invasivos e não invasivos. As técnicas utilizadas podem ser diretas, que demonstram a presença da bactéria por cultura ou microscopia, ou indiretas, utilizando urease, antígenos nas fezes ou uma resposta de anticorpos como um marcador da doença. O diagnóstico de H. pylori é realizado, geralmente, por testes invasivos, como a análise histológica de biopsias obtidas durante exame endoscópico, a qual também permite a avaliação da mucosa gástrica. Os testes não invasivos incluem o teste sorológico, teste respiratório da ureia e o teste de excreção urinária da amônia. Estes não requerem a endoscopia, porém a dificuldade da preparação de antígenos específicos da bactéria e a presença de bactérias que hidrolisam ureia na cavidade oral diminuem a especificidade e a sensibilidade do diagnóstico. Portanto, os métodos não invasivos são indicados para o diagnóstico após tratamento da infeção para verificar a erradicação da H. pylori.
Outros testes realizados a partir de biopsias gástricas consistem no teste rápido da urease, baseado na hidrólise da ureia por H. pylori e isolamento por cultura, método considerado padrão ouro para determinação da susceptibilidade de H. pylori aos antibióticos, in vitro. Porém, devido ao seu crescimento lento e exigências particulares para o cultivo, este método não é utilizado na maioria dos laboratórios clínicos de rotina, principalmente em países em desenvolvimento. Além disso, a deteção de H. pylori em cultura pode ser influenciada pelo uso prévio de alguns medicamentos, usados por pacientes em tratamento de dispepsia, como omeprazol, antimicrobianos, bismuto ou benzocaínas.
Com o avanço das técnicas de análise de ácidos nucleicos, o diagnóstico de H. pylori tem sido feito também por reação em cadeia da polimerase (PCR), em conjunto com a análise histológica, resultando em alta sensibilidade e especificidade, podendo ser realizado a partir de amostras de biopsia gástrica, suco gástrico, placa dentária, saliva, cultura e fezes. Assim, testes moleculares para identificação de mutações associadas à resistência a antibióticos presentes em genes de H. pylori são de grande utilidade para estudos em larga escala e para a prática clínica.
A infeção por H. pylori persiste pela vida, a menos que tratada com terapia antibacteriana. A cura da infeção por H.pylori resulta na cicatrização da úlcera e na potencial redução do risco de câncer e linfoma gástricos. Os índices de erradicação de H. pylori após antibioticoterapia estão próximos de 80%, variando de país para país e regionalmente, dentro dos países.
Uma vez detectada a H. pylori na mucosa do estômago de pacientes com doença gástrica, o tratamento indicado consiste em regime triplo ou quádruplo, incluindo os antibióticos metronidazol, claritromicina, amoxicilina ou tetraciclina e um inibidor de bomba de próton como omeprazol, lansoprazol ou pantoprazol. Ainda não há um regime padrão para tratamento da infeção por H. pylori, sendo frequente a ocorrência de indivíduos que não respondem aos medicamentos, mantendo a infeção. Vários fatores contribuem para essa baixa taxa de cura após tratamento da infeção por H. pylori incluindo a ineficiência da penetração do antibiótico na mucosa gástrica, a inativação do antibiótico pela secreção ácida do estômago, a falta de adesão do tratamento pelo paciente e principalmente, casos emergentes e aumento de cepas de H. pylori resistentes a antibióticos.
O estilo de vida também pode influenciar na extensão da infeção por H. pylori e no tratamento. Um estudo realizado na Alemanha sugere que o consumo de álcool pode ser um protetor contra a infeção pelo patógeno em questão. A prevalência da infeção diminuiu significativamente entre pessoas que bebiam mais que 75g de etanol por semana comparado com pessoas que não faziam uso de tal quantidade. A bebida alcoólica estimula a secreção de ácido e o esvaziamento gástrico e, portanto, não permite a instalação da H. pylori na mucosa gástrica. O estudo alemão também evidenciou uma alta taxa de infeção (20%) entre pessoas que ingerem três ou mais copos de café por dia. Além disso, as taxas de infeção também são significativamente altas entre fumantes (25%) comparados aos não fumantes (18%).
Além do supracitado, também interferem no tratamento de H. pylori: a idade avançada, alta carga intragástrica de bactéria antes do tratamento, genótipo bacteriano, e o polimorfismo das isoenzimas citocromo P-450 do hospedeiro. As isoenzimas citocromo P450 humanas interagem especificamente com os inibidores das bombas de próton utilizados para tratamento da infeção bacteriana. A aderência dos pacientes ao tratamento é particularmente importante para a erradicação completa da infeção e pode ser aumentada através da informação ao paciente para que esse tenha compromisso com o tratamento. No entanto, assim como na maioria das doenças infecciosas, a resistência aos antibióticos é a principal causa do fracasso do tratamento

## Associação com câncer gástrico
O câncer gástrico e o linfoma MALT (linfoma da mucosa associada ao tecido linfoide) foi associado com H. pylori, e a bactéria foi categorizada como um carcinógeno grupo I pela Agência Internacional para Pesquisa em Câncer (IARC em inglês). Embora esta associação seja razoavelmente forte, não esta completamente claro se há uma relação causal envolvida.
Três mecanismos relacionados pelo qual a H. pylori poderiam promover câncer estão sob investigação. Um mecanismo envolve o aumento da produção de radical livres aumentando a taxa de mutação nas células do hospedeiro. O outro mecanismo proposto foi chamado "via perigenética"
e envolve o aumento da transformação do fenótipo das células do hospedeiro por meio de alterações nas proteínas celulares como proteínas de adesão. Foi proposto que a H. pylori induz inflamação e altos níveis locais de TNF-alfa e/ou interleucina 6. De acordo com o mecanismo de perigenético proposto, moléculas de sinalização associadas à inflamação como TNF-alfa podem alterar adesão as células epiteliais gástricas e levar à dispersão e migração de células epiteliais transformadas sem a necessidade de mutações adicionais nos genes supressores de tumor como genes que codificam proteínas para adesão celular. Um terceiro mecanismo que a bactéria poderia levar ao câncer se da pelo acumulo de amônia, resultado da quebra da ureia, nas células gástricas. O acumulo de amônia resulta em diminuição ou a ausência total de secreção gástrica levando ao quadro de gastrite atrófica, que é considera uma lesão pré-câncer.

## Refluxo ácido e câncer esofágico
As taxas de infeção por H. pylori têm diminuído em países em desenvolvimento, presumivelmente por causa da melhora das condições de higiene e aumento do uso de antibióticos. Portanto, a incidência de câncer gástrico no EUA diminuiu 80% no intervalo de 1900 a 2000. Porém, doença de refluxo gastroesofágico e câncer esofágico aumentou dramaticamente durante o mesmo período. Em 1996, Martin J. Blaser postulou a teoria que H. pylori também poderiam ter um efeito benéfico, regulando a acidez do conteúdo estomacal, diminuindo o impacto de regurgitação de ácido gástrico no esôfago. Enquanto algumas evidências favoráveis foram acumuladas, a partir de 2005 a teoria não é mais aceita universalmente.

## Estudo genômico

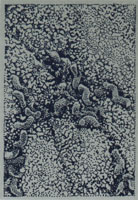
M.E fotografia da H. pylori

Actualmente, o genoma de várias estirpes de H. pylori foi completamente seqüenciado. As primeiras estirpes a terem o seu genoma sequenciado foram a 26695 e a J99
O genoma da estirpe 26695 consiste em aproximadamente 1.7 milhão de pares de bases, com cerca de 1550 genes. As estirpes 26695 e J99 mostram diferenças genéticas, com até 6% de diferença nos nucleotídes.
O estudo do genoma de H. pylori é centrado na tentativa de compreender a patogênese, a habilidade deste organismo para causar doença. Há 62 genes na categoria "patogênese" no banco de dados do genoma. As estirpes sequenciadas têm Cag (ilha de patogenicidade) longas de aproximadamente 40 kb (uma sucessão de genes que se acredita ser responsável pela patogênese) contendo mais de 40 genes. Esta ilha de patogenicidade está normalmente ausente em estirpes de H. pylori isoladas de indivíduos assintomáticos.
O gene cagA de H. pylori codifica uma proteína considerada um factor de virulência. Estirpes bacterianas que têm o gene cagA estão associadas com uma maior capacidade de causar úlcera péptica. Este gene codifica uma proteína relativamente longa (1186 aminoácido). A proteína do cagA é transportada as células humanas onde pode romper o funcionando normal do citoesqueleto. A ilha de patogenicidade Cag tem aproximadamente 30 genes que codificam um complexo de transporte, o sistema de secreção tipo IV.
Apos anexação da H. pylori a células epiteliais do estômago, a proteína cagA é injetada nas células epiteliais pelo "sistema de secreção tipo IV". A proteína cagA é fosforilada em resíduos específicos de tirosina por uma tirosina cinase associada a membrana das células do hospedeiro. Cepas patogênicas de H. pylori foram demonstradas ativando os receptores de fator de crescimento epidérmico (EGFR em inglês), uma proteína de membrana com um domínio tirosina cinase.
A ativação do EGFR pela H. pylori são associados com a transdução de sinais e expressão gênica alteradas nas células epiteliais do hospedeiro que podem contribuir para a patogênese. Também foi sugerido que uma região c-terminal da proteína cagA (aminoácidos 873-1002) poderia regular a transcrição de genes da célula do hospedeiro independente de sua fosforilação . Acredita-se, devido a baixa quantidade relativa de GC comparado com o resto do genoma da helicobacter, que o gene cagA+ foi adquirido através de transferência horizontal de outras espécies bacterianas.
Cada população humana tem uma distribuição característica das cepas de H. pylori que tipicamente infetam os membros daquela população. Isto permite aos pesquisadores usar a H. pylori para estudar padrões de migração humana. Poderia ser estabelecido que H. pylori em índios amazônicos tem origem no leste asiático e não na Europa, sugerindo que os imigrantes originais chegaram há pelo menos 11000 anos.